# مارتن تورنر
مارتن تورنر (بالإنجليزية: Martin Turner)‏ هو عازف قيثارة وكاتب أغاني بريطاني، ولد في 1 أكتوبر 1947 في توركاي في المملكة المتحدة.

## وصلات خارجية
- مارتن تورنر على موقع ميوزك برينز (الإنجليزية)
- مارتن تورنر على موقع ديسكوغز (الإنجليزية)